# Джембе
Джембе е барабанът на хората Манинка, датиращ от 12 век по време на великата империя на Мали. Произхожда от област, която се простира между Западна Гвинея и източната част на Мали, по-специално между Канкан, Гвинея и Бамако, Мали. Основната функция на джембе е да прави музика за празници и церемонии. Подобно на всеки тип музика, тази музика и традиция се е променила с течение на времето. Популярността на Джембе се е разпространила из цяла Западна Африка и сега е основен инструмент в графства на Гвинея, Мали, Сенегал, Гамбия, Буркина Фасо, Кот д'Ивоар и Гана. Днес се използва както за модерни, така и традиционни музикални цели. Подобно на китарата, тромпета или саксофона, джембе е един инструмент в постоянна метаморфоза. Последният пример за това е международно признание, което джембе е получил по целия свят, едно явление, което създава изцяло нова цел за джембе. Джембетата до известна степен варират по форма и размери в зависимост от региона, но всички имат някои общи характеристики. Те са издълбани от едно парче дърво във формата на чаша. Горната част е оформена като голяма купа, докато по-надолу се стеснява и приключва с открита дупка. Конструктивно представлява една сложна система от стоманени пръстени, естествена козя кожа, опъната към корпуса с въжета. Заради това джембе се определя като барабан. С правилен удар, инструментът ще доведе до три основни звуци: бас, тон и шамар.
| Портал | Портал „Африка“ съдържа още много статии, свързани с Африка. Можете да се включите към Уикипроект „Африка“. |